# Rivière Qikirtaluup Kuunga
La rivière Qikirtaluup Kuunga est un affluent du littoral Est de la baie d'Hudson. Ce cours d'eau coule dans le territoire non organisé de la Baie-d'Hudson, au Nunavik, dans la péninsule d'Ungava, dans la région administrative du Nord-du-Québec, au Québec, au Canada.

## Géographie
Les bassins versants voisins de la rivière Qikirtaluup Kuunga sont :
- côté nord : rivière Kongut ;
- côté est : rivière Innuksuac ;
- côté sud : rivière Longland ;
- côté ouest : Baie d'Hudson.

La rivière Qikirtaluup Kuunga prend sa source d'un lac sans nom (altitude : 224 m), situé à 84 km (en ligne directe) du littoral est de la baie d'Hudson, à 23,6 km à l'ouest du lac Chavigny et 6,2 km au sud du lac de tête de la rivière Innuksuac.
La rivière Qikirtaluup Kuunga coule vers l'ouest en traversant plusieurs plans d'eau notamment le lac Voizel (altitude : 134 m) et lac Qikirtaluup Tasinga (altitude : 108 m). Cette embouchure de la rivière est située à 62 km au sud-est de l'embouchure de la rivière Kongut.
L'embouchure de la rivière Qikirtaluup Kuunga se déverse face à l'île Siutainnaq, sur la rive sud de la baie Kangirsualungata Qinngua, longue de 11,1 km. À partir de l'embouchure de la rivière, le courant de la baie coule sur 8,8 km vers l'ouest pour rejoindre la baie d'Hudson en traversant la passe Quurnguq.
La Pointe Mippivik est située sur la rive nord de la baie. L'embouchure de cette baie fait face à la Pointe Upirngivik d'une île qui comporte la montagne "Abrupt Nunak" (altitude : 59 m).

## Toponymie
Le toponyme rivière Qikirtaluup Kuunga a été officialisé le 28 juin 1984 à la Commission de toponymie du Québec.